# Мираж IV
Дасо Мираж IV је био француски суперсонични стратешки бомбардер и извиђачки авион. Развијен од стране компаније Дасо Евијејшн (фр. Dassault Aviation), авион је службу у француском ваздухопловству започео у октобру 1964. године. Дуги низ година био је витални део француских снага за одвраћање од нуклеарног оружја. Мираж IV је повучен из улоге бомбардера за нуклеарне ударе 1996. године, а у потпуности је повучен из оперативне службе 2005. године.